# Tipula smithi
Tipula smithi är en tvåvingeart som beskrevs av Alexander 1912. Tipula smithi ingår i släktet Tipula och familjen storharkrankar. Inga underarter finns listade i Catalogue of Life.